# Christian Walz

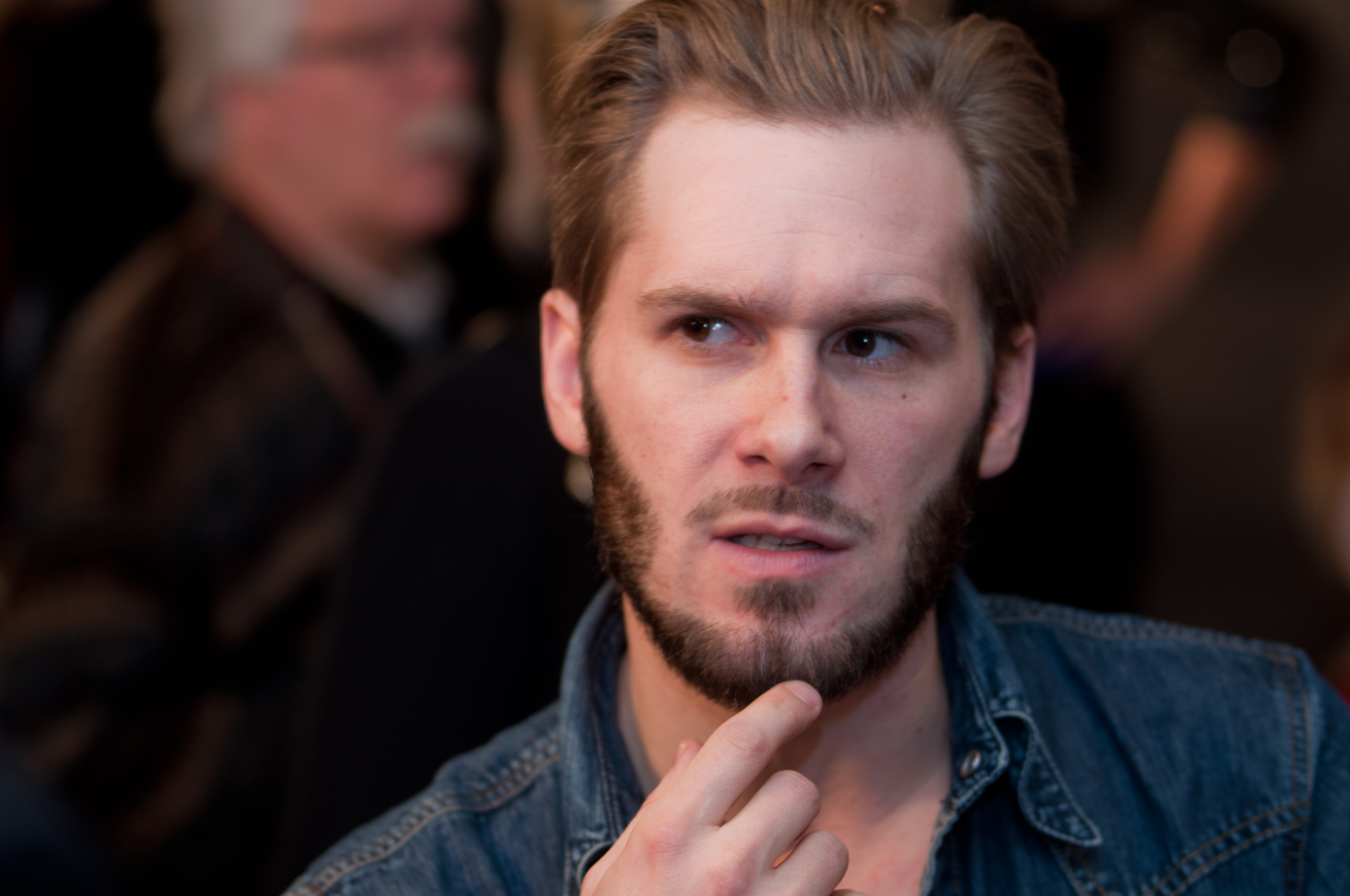
Walz in 2010

Christian Walz (Stockholm, 4 december 1978) is een Zweeds artiest, producer en songwriter.
Op zijn 20e debuteerde hij met zijn eerste album Christian Walz, maar dit werd geen succes. Na een goede 5 jaar kwam zijn tweede album, Paint By Numbers, uit in 2004. Dit nummer bevatte de hit Wonderchild, die ook in de Nederlandse top 40 heeft gestaan.
Zijn derde album, "The Corner", is op 26 november 2008 uitgekomen in Zweden.

## Discographie

### Albums
- Christian Walz (1999)
- Paint By Numbers (2004)
- The Corner (2008)

### Singles
| Single met eventuele hitnotering(en) in de Nederlandse Top 40 | Datum van verschijnen | Datum van binnenkomst | Hoogste positie | Aantal weken | Opmerkingen |
| ------------------------------------------------------------- | --------------------- | --------------------- | --------------- | ------------ | ----------- |
| Wonderchild                                                   | 2005                  | 5-11-2005             | 11              | 13           |             |
| Never be afraid again                                         |                       | 2006                  | -               | -            | tipparade   |

- Gemeinsame Normdatei: 135383226
- International Standard Name Identifier: 0000 0000 5880 9815
- MusicBrainz: b72b59d9-5f8a-4dcd-a9d7-507e9319aa12
- Virtual International Authority File: 80148587
- WorldCat: E39PBJmp8vKgyMgV3dygmPm68C